# Mosiera acunae
Mosiera acunae là một loài thực vật có hoa trong Họ Đào kim nương. Loài này được (Borhidi & O.Muñiz) Bisse mô tả khoa học đầu tiên năm 1985.